# 上顎第二小臼歯
上顎第二小臼歯（じょうがくだいにしょうきゅうし、maxillary second premolar）とは、上顎歯列で第一小臼歯の遠心側に隣接する歯のこと。正中から五番目にあることから上顎5番ともいう。
近心側隣接歯：上顎第一小臼歯
遠心側隣接歯：上顎第一大臼歯
対合歯：下顎第二小臼歯と下顎第一大臼歯
歯冠が完成するのは6-7歳時、萌出は10-12歳、歯根完成は12-14歳の時である。